# Anif
Anif är en ort och kommun i Österrike. Den ligger i distriktet Salzburg-Umgebung i förbundslandet Salzburg,  250 kilometer väster om huvudstaden Wien. 
Kommunen består av tre orter (Ortschaften) (inom parentes invånarantal 1 januari 2024):
- Anif (1 943)
- Neu-Anif (773)
- Niederalm (1 613)